# CRC Press
A CRC Press, LLC é um grupo editorial estadunidense especializado na produção de livros técnicos. Muitos de seus livros estão relacionados à engenharia, ciência e matemática. Seu escopo também inclui livros sobre negócios, forense e tecnologia da informação. A CRC Press é agora uma divisão da Taylor & Francis, ela própria uma subsidiária da Informa.

## História
A CRC Press foi fundada como Chemical Rubber Company (CRC) em 1903 pelos irmãos Arthur, Leo e Emanuel Friedman em Cleveland, Ohio, com base em uma empresa anterior de Arthur, que havia começado a vender aventais de laboratório de borracha em 1900. A empresa expandiu-se gradualmente para incluir vendas de equipamentos de laboratório para químicos. Em 1913, o CRC ofereceu um manual curto (116 páginas) chamado Manual da Borracha como incentivo para a compra de uma dúzia de aventais. Desde então, o Manual da Borracha evoluiu para o livro principal do CRC, o Manual de Química e Física do CRC. Outro dos manuais de referência de grande sucesso do CRC, Tabelas matemáticas padrão CRC, vendeu mais de 2 milhões de cópias.
Em 1964, a Chemical Rubber decidiu se concentrar em seus empreendimentos editoriais e, em 1973, a empresa mudou seu nome para CRC Press, Inc, e saiu do negócio de manufatura, desmembrando essa linha como Lab Apparatus Company.
Em 1986, a CRC Press foi comprada pela Times Mirror Company. O Times Mirror começou a explorar a possibilidade de uma venda da CRC Press em 1996 e, em dezembro, anunciou a venda da CRC para a Information Ventures. Em 2003, a CRC tornou-se parte da Taylor & Francis, que em 2004 tornou-se parte da editora britânica Informa.